# Institut secular
Un institut secular és una associació de l'Església Catòlica de laics o clergues consagrats, amb l'objectiu de practicar els consells evangèlics enmig del món per a fer apostolat en ambients que en el moment de la seva aparició eren poc accessibles als religiosos.
Pius XII (Provida Mater Ecclesia, 2 de febrer de 1947) creà aquesta forma de vida, que ja tenia una llarga prehistòria en l'evolució de les formes de la vida religiosa (orde religiós, monaquisme) i en els grups de laics que n'imitaven l'esperit (ordes tercers, confraries, etc.). El seu lloc dins l'Església esdevé difícil de precisar, no sols per la progressiva inserció dels religiosos en el món i el redescobriment del paper del laïcat, sinó també pel plantejament teològic de nocions com estat de perfecció i secular en relació amb les quals han estat definits. De fet, el Concili II del Vaticà, tot i subratllar la seva distinció respecte als instituts religiosos, inserí llur descripció en el decret sobre la vida religiosa, i és una mateixa congregació romana la que en té cura.